# Биргарон
Биргарон (фр. Burgaronne) насеље је и општина у југозападној Француској у региону Аквитанија, у департману Атлантски Пиринеји која припада префектури Олорон Сен Мари.
По подацима из 2011. године у општини је живело 100 становника, а густина насељености је износила 18,98 становника/km². Општина се простире на површини од 5 km². Налази се на средњој надморској висини од 241 метар (максималној 216 m, а минималној 86 m).

## Демографија
| 1962. | 1968. | 1975. | 1982. | 1990. | 1999. | 2011. |
| ----- | ----- | ----- | ----- | ----- | ----- | ----- |
| 58    | 48    | 60    | 86    | 94    | 99    | 100   |

График промене броја становника у току последњих година